# Дуравичи
Дура́вичи (бел. Дура́вічы) — агрогородок в Октябрьском сельсовете Буда-Кошелёвского района Гомельской области Белоруссии.

## География

### Расположение
В 12 км на восток от районного центра и железнодорожной станции Буда-Кошелёвская (на линии Жлобин — Гомель), в 40 км от Гомеля.

### Гидрография
Кругом мелиоративные каналы.

## Транспортная сеть
Транспортные связи по просёлочной дороге, затем по шоссе Довск — Гомель.
Планировка состоит из трёх прямолинейных улиц (одна длинная, две короткие), ориентированных с юго-востока на северо-запад и соединённых переулками. Застройка двусторонняя, преимущественно деревянными домами усадебного типа. В 1986 году построены кирпичные дома на 100 семей, в которых разместились переселенцы из загрязнённых радиацией мест после Чернобыльской катастрофы.

## История
Выявленные археологами три курганных могильника (65 насыпей, в 2 км на северо-восток от деревни, 1,8 км на северо-запад и в 3 км на юго-запад от деревни) свидетельствуют о заселении этих мест с давних времён. По письменным источникам известна с XV века как деревня в Минском воеводстве Великого княжества Литовского, шляхетская собственность. В 1483 году подарена князю Можайскому. С 1492 года была во владении А. Богдановой. В 1640-е годы обозначена в инвентаре Гомельского староства. Согласно привилегии короля Августа III от 5 ноября 1762 года — владение Фащей.
После 1-го раздела Речи Посполитой (1772 год) находилась в составе Российской империи. Через деревню проходила почтовая дорога из Гомеля в Жлобин. С 1826 года действовала винокурня помещика Дрибинцева. По ревизии 1858 года — во владении Фаща, который имел здесь и в окрестностях в 1862 году 4153 десятины земли, водяную и ветряную мельницы. С 1884 года работал хлебозапасный магазин. По переписи 1897 года находились: церковно-приходская школа, хлебозапасный магазин, 2 ветряные мельницы, лавка, трактир. В одноимённом фольварке, находившемся рядом — часовня. В 1909 году — 802 десятины земли, мельница, винокурня, в Кошелёвской волости Рогачёвского уезда Могилёвской губернии. В фольварке 4700 десятин земли. В 1911 году возведено здание и начались занятия в народном училище (в 1907 году — 55 учеников).
С 20 августа 1924 года — центр Дуравичского сельсовета Буда-Кошелёвского района Бобруйского, с 27 октября 1927 года — Гомельского (до 26 июля 1930 года) округа, с 20 февраля 1938 года — Гомельской области.
В 1929 году организованы колхозы «Красный Октябрь» и «Красный луч», работали 3 ветряные мельницы, кузница. Во время Великой Отечественной войны во время подготовки и проведения операции «Багратион» по причине растянутости линии фронта были созданы два вспомогательных пункта управления войсками 1-го Белорусского фронта, один из их находился в деревне. 5 июня 1944 года командованием в деревне обсуждалось положение на правом фланге фронта и мероприятия, связанные с подготовкой наступления. На фронтах и в партизанской борьбе погибли 188 жителей деревни. В память о погибших в сквере в 1957 году установлена скульптура солдата. В 1959 году — центр совхоза «Дуравичский». Средняя школа, Дом культуры, библиотека, фельдшерско-акушерский пункт, детский сад, отделение связи, швейная мастерская, 2 магазина.
В состав Дуравичского сельсовета входил (до 1976 года) посёлок Лосев, в настоящее время не существующий.
До 16 декабря 2009 года — центр Дуравичского сельсовета.

## Население
- 1858 год — 42 двора, 307 жителей.
- 1897 год — 93 двора, 651 житель (согласно переписи); в фольварке — 28 жителей.
- 1909 год — 108 дворов, 757 жителей; в фольварке — 36 жителей.
- 1959 год — 903 жителя (согласно переписи).
- 1997 год — 287 дворов, 710 жителей[2].
- 2004 год — 225 хозяйств, 638 жителей.

## Культура
- Музейная комната ГУО "Дуравичская средняя школа Буда-Кошелёвского района"

## Достопримечательность
- Курганный могильник периода раннего Средневековья (X–XIII вв.) —  Историко-культурная ценность Республики Беларусь, шифр 313В000130
- Археологический комплекс: курганный могильник и селение раннего Средневековья (X–XIII вв.) —  Историко-культурная ценность Республики Беларусь, шифр 313В000873